# Калинівка (притока Конки)
Калинівка — річка в Україні у Голопристанському районі Херсонської області. Правий рукав річки Конки (басейн Чорного моря).

## Опис
Довжина річки приблизно 5,71 км, найкоротша відстань між витоком і гирлом — 4,51  км, коефіцієнт звивистості річки — 1,27 . Формується багатьма безіменними струмками та загатами.

## Розташування
Витікає з правого берега річки Конки на північно-західній стороні від міста Гола Пристань. Спочатку тече переважно на північний, потім на південний захід територією острова Білогрудий і на південній стороні Національного природного парку Нижньодніпровський впадає у озеро Мілке.